# هانز برينكر أو الزلاجات الفضية
 هانز برينكر أو الزلاجات الفضية (العنوان الكامل: هانز برينكر أو الزلاجات الفضية: قصة حياة في هولاندا) هي رواية للمؤلفة الأمريكية ماري مابز دودج، نُشرت لأول مرة في عام 1865. تدور أحداث الرواية في هولندا وهي صورة خيالية ملونة للحياة الهولندية في أوائل القرن التاسع عشر، بالإضافة إلى قصة عن الأخلاق الشبابية.
يشير عنوان الرواية إلى الزلاجات الفضية الجميلة التي ستقدم للفائز في سباق التزلج على الجليد كجائزة ويأمل هانز برينكر في المشاركة هذا السباق. قدمت الرواية رياضة التزلج السريع للأمريكيين، وفي وسائل الإعلام الأمريكية لا يزال هانز برينكر يعتبر المتزلج السريع النموذجي.
الكتاب مشهور أيضًا لترويج لقصة الصبي الهولندي الصغير الذي قام بسد تسرب بالسد بإصبعه.

## نظرة عامة
ماري مابز دودج، التي لم تزور هولندا أبدًا إلا بعد نشر الرواية، كتبت الرواية في سن 34. وقد استلهمتها من قراءتها لأعمال جون إل موتلي الطويلة والمتعددة المجلدات: صعود الجمهورية الهولندية (1856)، وتاريخ هولندا المتحدة (1860-1867). قامت دودج بعد ذلك بإجراء المزيد من البحوث الببليوغرافية عن البلاد. كما تلقت معلومات مباشرة عن الحياة الهولندية من جيرانها الهولنديين المهاجرين، «الشارفز»، وكتبت دودج في مقدمتها لطبعة عام 1875 من الكتاب أن قصة والد هانز برينكر «تأسست على أساس حقائق». ومع ذلك، فإن العديد من شخصيات القصة لها أسماء ألمانية بدلاً من الأسماء الهولندية، أو أنها غامضة تمامًا.
مليء بالمعلومات الثقافية والتاريخية الهولندية، أصبح الكتاب من أكثر الكتب مبيعًا على الفور، حيث تفوق على جميع الكتب الأخرى في عامه الأول من النشر باستثناء صديقنا المشترك لتشارلز ديكنز . ومنذ ذلك الحين، كانت الرواية تحت الطبع بشكل مستمر، في أغلب الأحيان وتحت إصدارات وتنسيقات متعددة، وتظل كلاسيكية للأطفال.

## الحبكة
في هولندا، الفقيرة ولكنها مجتهدة ومشرفة هانز برينكر البالغ 15 عاما وشقيقته الصغرى غريتل يتوقون للمشاركة في سباق كبير للتزلج على الجليد في ديسمبر كانون الأول على القناة . لديهم فرصة ضئيلة للقيام بعمل جيد على زلاجاتهم الخشبية المصنوعة يدويًا، ولكن احتمالات الفوز وجائزة الزلاجات الفضية تثيرهم وتطلق أحلامهم.
عانى والد هانز، راف برينكر، من صدمة في الرأس عندما سقط من السد . تركته مريضًا بشكل مزمن، مع نوبات من فقدان الذاكرة واضطرابات عنيفة في بعض الأحيان، لذلك فهو غير قادر على العمل. يجب على السيدة برينكر وهانز وغريتل العمل لدعم الأسرة ويتم الاستهزاء بهم في المجتمع لأنهم فقراء. بالصدفة، يلتقي هانز بالجراح الشهير د. بويكمان  الذي يطلب منه أن يعالج والدهما، لكن رسوم الطبيب باهظة الثمن وقد كان هذا الطبيب شديد القسوة بعد وفاة زوجته واختفاء ابنه. في النهاية، تم إقناع د.بويكمان بفحص السيد برينكر. حيث يقوم بتشخيص الضغط على الدماغ، والذي يمكن علاجه من خلال عملية محفوفة بالمخاطر ومكلفة تنطوي على عملية جراحية .
يكسب هانز المال ليتشري لغريتل زوج من للزلاجات الفولاذية للسباق. في وقت لاحق، عندما يكسب ما يكفي ليشتري لنفسه زوجًا من الزلاجات، يقدم ذلك المال إلى الطبيب بويكمان لدفع تكاليف عملية والده. لمست هذه البادرة د. بويكمان بدرجة أنه يقوم الجراحة مجانًا، ويمكن لـهانز شراء أحذية تزلج جيدة لنفسه للتزلج في السباق. يضحي هانز بفرصته للفوز بسباق الأولاد عن طريق التسرب من السباق لمساعدة صديق على الفوز. تفوز غريتيل بسباق الفتيات والجائزة الثمينة: المسماة المزلاج الفضي .
نجحت عملية السيد برينكر، وعادت إليه الصحة والذاكرة. دكتور بويكمان تغير أيضًا، حيث تغير سلوكه السيئ عندما تم لم شمله مع ابنه المفقود من خلال المساعدة الغير متوقعة من السيد برينكر. نمت ثروات برينكر بشكل أكبر من خلال التعافي الشبه معجزة لأعماله، التي كان يعتقد أنها فقدت أو سرقت قبل عشر سنوات.
عاش والدا برينكر حياة طويلة وسعيدة. ساعد الدكتور بويكمان هانز على الذهاب إلى كلية الطب، ويصبح هانز طبيبًا ناجحًا. تنمو غريتل أيضًا للاستمتاع بحياة سعيدة.

## إقتباسات الفيلم
تم اقتباس هانز برينكر، أو الزلاجات الفضية في العديد من الأفلام والمسرحيات، وكلها تتمحور حول مسابقة التزلج على الجليد الدرامية كذِروة القصة، تماشيًا مع الكتاب. تتضمن إقتباسات الفيلم:
- 1958 هولمارك هول أوف فيلم عرض تلفزيوني موسيقي مباشر، هانز برينكر والزلاجات الفضية، من إخراج سيدني لوميت وبطولة تاب هنتر بدور هانز.[7]
- فيلم ديزني التلفزيوني عام 1962، بطولة روني زينر. ظهر في جزأين في الولايات المتحدة على المسلسل التلفزيوني والت ديزني المختارات .[8]
- فيلم موسيقي من إنتاج تلفزيون إن بي سي عام 1969، بطولة روبن أسكويث في دور هانز.[9]
- في 1998 أنتج اقتباس حديت وعلى نحو طليق وحديت تكريك، برينك! فيلم اصلي من قناة ديزني . تدور أحداث القصة في لوس أنجلوس، كاليفورنيا، وتتمحور حول التزحلق التنافسي المباشر بدلاً من التزحلق على الجليد. من بطولة أريك فون ديتن عن دور آندي «برينك» برينكر.[10][11][12][13]

## الثقافة الشعبية: أسطورة الصبي والسد
أصبحت القصة القصيرة في الرواية معروفة في حد ذاتها في الثقافة الشعبية. القصة، تُقرأ بصوت عالٍ في الأقسام الدراسية في إنجلترا، تدور حول صبي هولندي ينقذ بلاده بوضع إصبعه على تسرب في جدار إحدى السدود. يبقى الصبي هناك طوال الليل، على الرغم من البرد، حتى يجده البالغون في القرية ويقومون بالإصلاحات اللازمة.
في الكتاب، يسمى الصبي والقصة ببساطة «بطل هارلم». على الرغم من أن بطل قصة السد لا يزال مجهولاً في الكتاب، فقد ارتبط اسم هانز برينكر بالشخصية أحيانًا بالخطأ .
أنتجت هذه الحكاية الصغيرة ضمن هانز برينكر أو الزلاجات الفضية في العديد من الإصدارات والإقتباسات في الوسائط. كتب الشاعرة الأمريكية فيوبي كاري - الكاتبة دودج كانت ضيفا منتظماً لتجمعات الأدبية التي كانت تعقدها  - قصيدة مطولة حول ذلك بعنوان «التسرب في السد»، نُشرت بعد وفاتها في عام 1873، و ظهرت في مجموعة متنوعة من كتب الشعر لأطفال المدارس. كما أطلقت كاري على الصبي اسمًا: بيتر.
وقد ألهمت القصة أيضًا كتب الأطفال الكاملة الخاصة بها، والتي تشمل:
- الحفرة في السد، بقلم نورما جرين (1974)
- الصبي الذي أوقف البحر، بقلم ليني هورت (1987)

### تماثيل الصبي والسد
لأغراض السياحة، نصبت تماثيل الصبي الخيالي الذي يسد السدود في مواقع هولندية مثل سبارندام ومادورودام وهارلينجن . أحيانًا تحمل التماثيل خطأً أسم «هانز برينكر» ؛ و البعض الآخر يعرف باسم «بيتر هارلم». ومع ذلك، فإن قصة الصبي الذي يسد السدود غير معروفة على نطاق واسع في هولندا - إلا إنها قطعة من الفولكلور الأمريكي، بدلاً من الهولندي.

### أصل قصة الصبي والسد
تظهر عدة إصدارات للقصة قبل هانز برينكر في العديد من المنشورات باللغة الإنجليزية إبتداً من عام 1850 فصاعدًا، التي تشمل المنشورات البريطانية والأمريكية التالية:
في المملكة المتحدة:
- نسخة عام 1850 من مجلة شارب لندن للترفيه والتعليم : «بطل هارلم الصغير» [21][22]
- طبعة 23 فبراير 1850 من مجلة إليزا كوك : «الهولندي الصغير الشجاع» [23]
- طبعة عام 1855 من مجلة بيتون للأولاد : «البطل الهولندي الصغير» [24]
- القارئ القياسي السادس، من إعداد جي. أس. لوريس (1863): «البطل الهولندي الصغير» [25]

في الولايات المتحدة:
- مجلة هاربر، أغسطس 1850: «بطل هارلم الصغير» [26]
- طبعة 1852 من مستودع السيدات : «بطل صغير من هارلم» [27]
- في عام 1854، الجوهرة الأدبية: مجلة فان كورت الشهرية الجديدة : «بطل هارلم الصغير» [28]
- كتاب جوليا ماتيلدا أولين 1856، شتاء في وود لاون [29]
- في عام 1857، القارئ الجديد في المدرسة الثانوية للفصول المتقدمة ماكجيفي : «بطل هارلم الصغير» [30]
- في عام 1858، مدير مدرسة رود آيلاند : «الصبي في السد» [31]
- في 1858/1859، مدرسة سارجنت الشهرية : «الصبي في السد» [32]

من المحتمل أن يكون مصدر التأليف والنشأة الفعليان لقصة الصبي والسد هو قصة «حارس السد الصغير Le Petit Éclusier» من قبل مؤلفة الأطفال الفرنسية أوجيني فوا (1796–1852)، و التي نُشرت لأول مرة في عام 1848. ظهرت هذه القصة في ترجمة إنجليزية بواسطة سارة ويست لاندير، بعنوان «رجل السد الصغير ليتل ديكمان» ونسبت إلى فوا، في المجلة الشهرية لمتحف ميري للبنين والبنات في مارس 1868.

على الرغم من أن الكاتبة دودج لم تكن منشئ قصة الصبي والسد، إلا أن الشعبية الهائلة لرواية المرتبطة بها هانز برينكر، أو الزلاجات الفضية جعلت القصة معروفة على نطاق واسع. حيت تتشابه القصة ضمن قصة بطولة لصبي صغير مجهول وتؤكد على بطولة هانز برينكر الخاصة في الرواية.

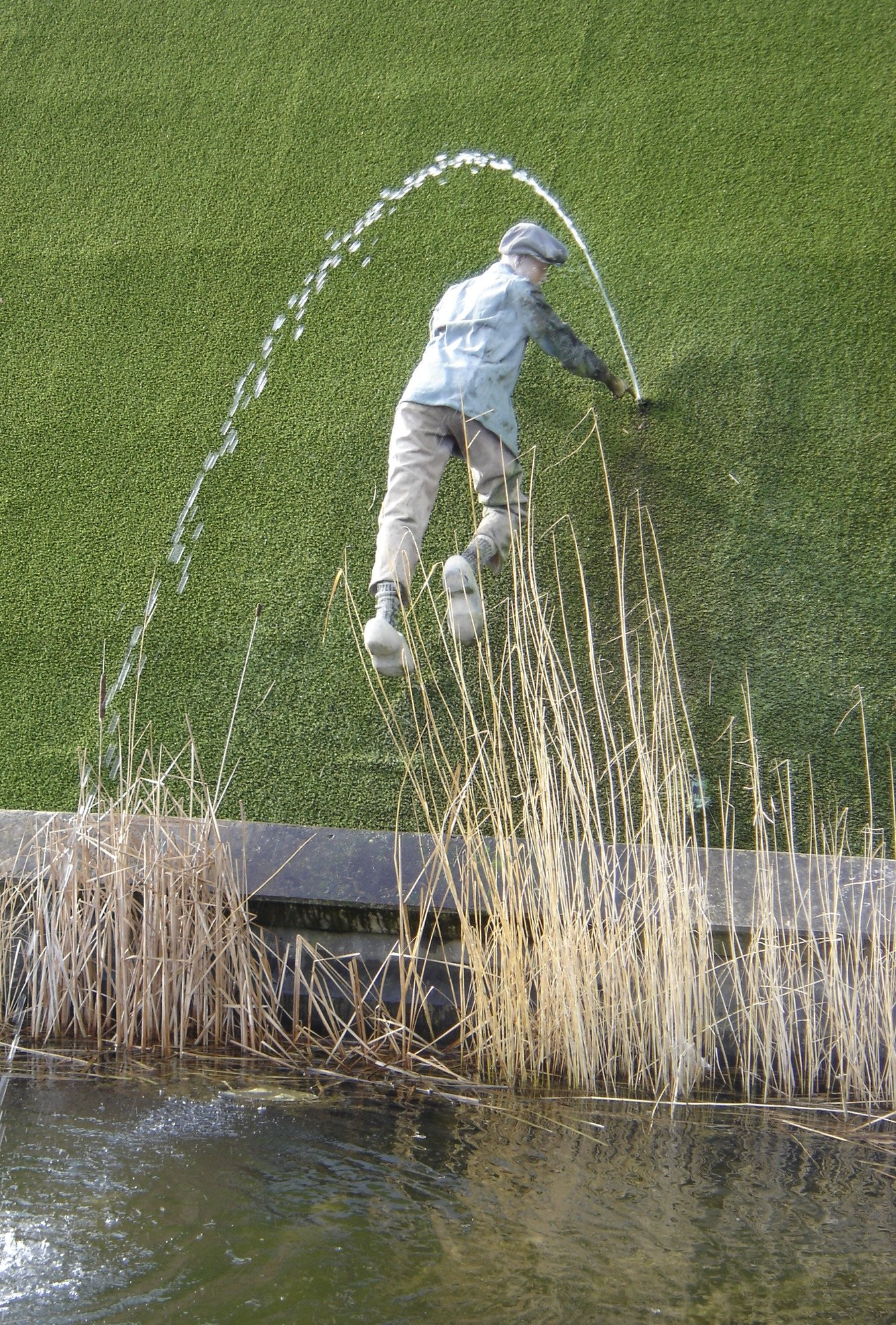
تمثال سياحي للصبي المجهول في مادورودام بهولندا وهو يقوم بسد السد
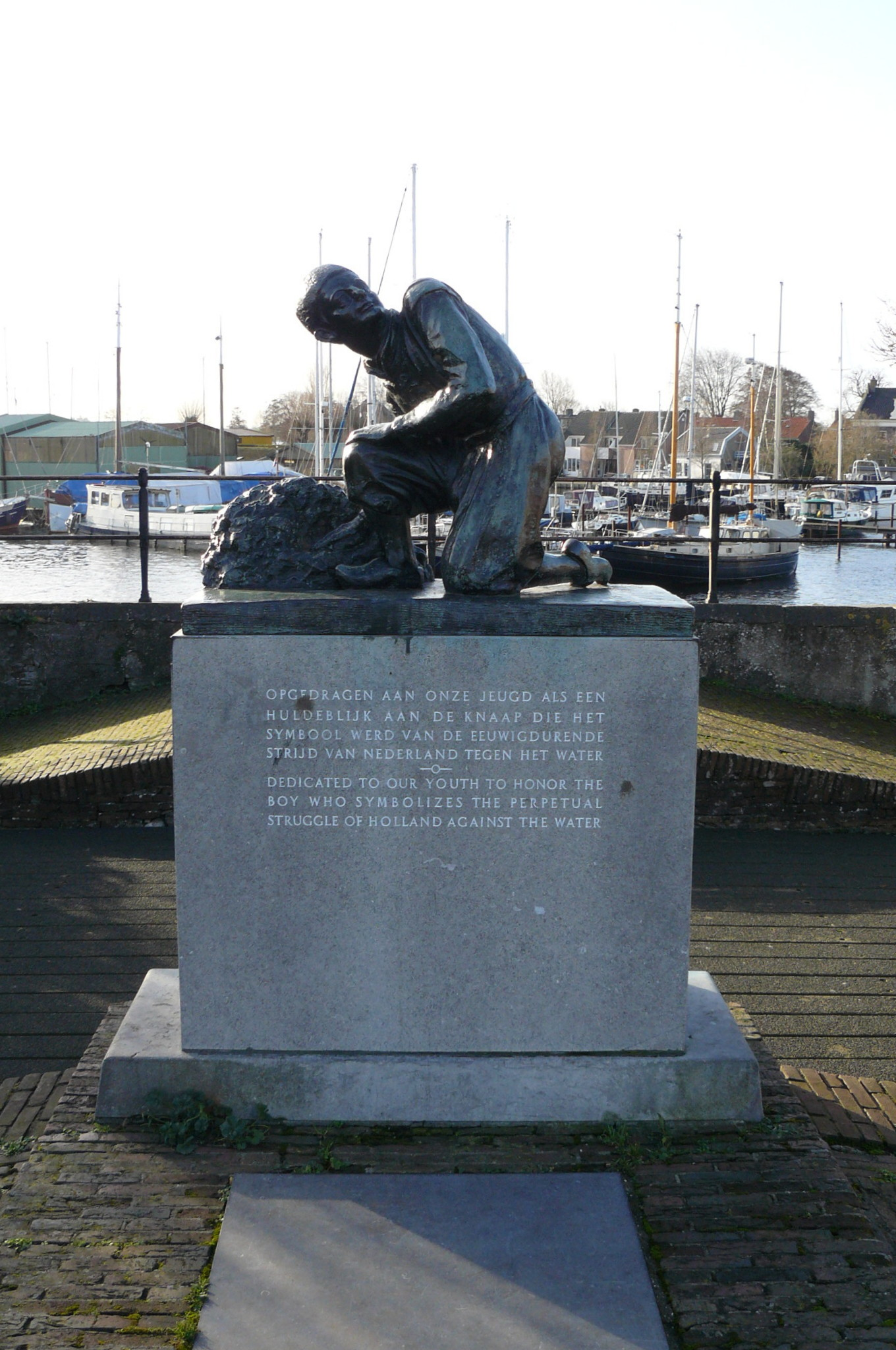
نصب تذكاري للسياحة في سبارندام، تم إنشاؤه عام 1950، نصه: "مكرس لشبابنا لتكريم الصبي الذي يرمز إلى النضال الأبدي لهولندا ضد الماء"
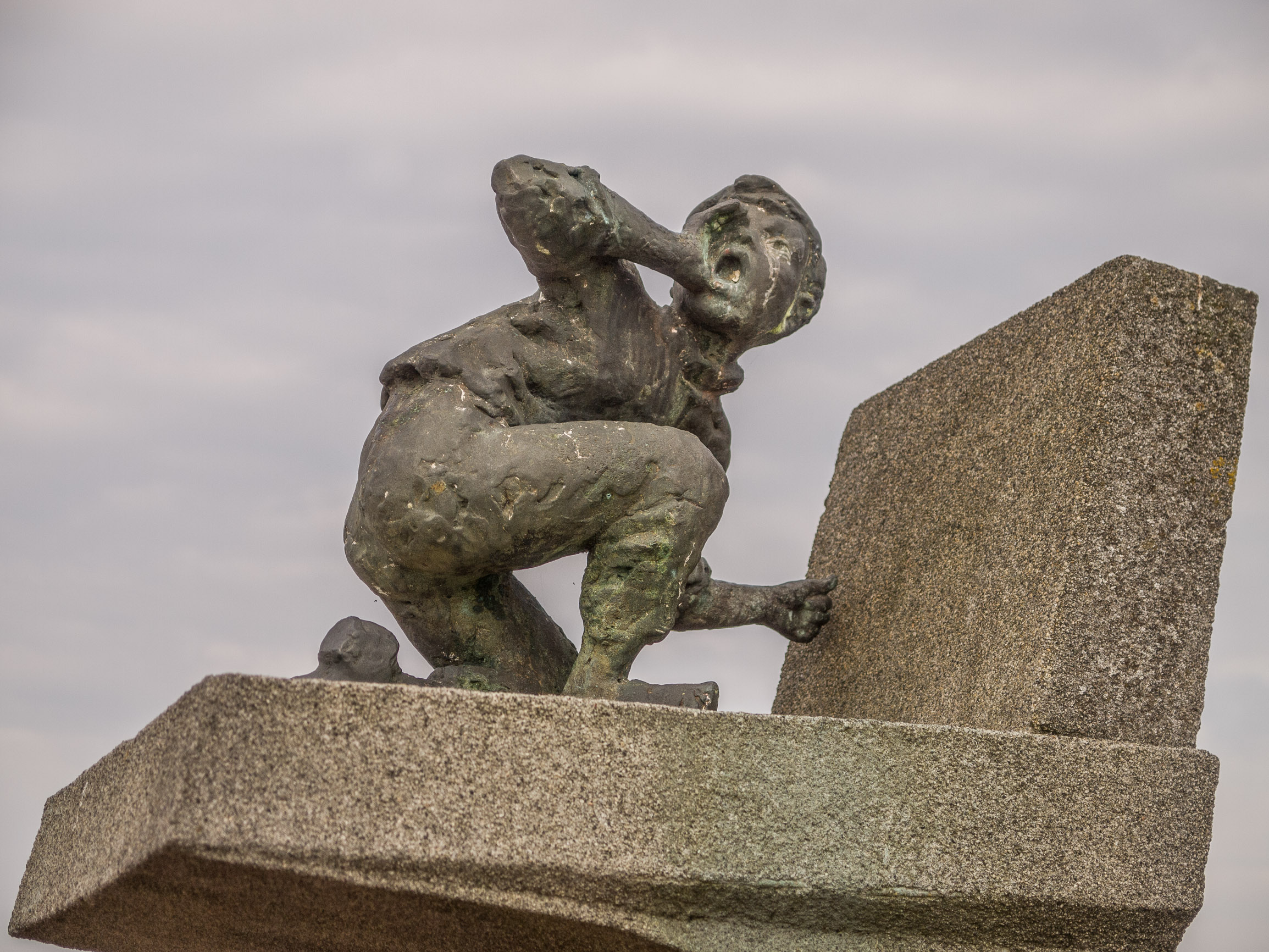
تمثال في هارلينجن، تم إنشاؤه عام 1960 من أجل فيلم بيرت هانسترا  [لغات أخرى]‏، و من ثم تبرع به لهارلينجن

## روابط خارجية
- هانز برينكر، أو الزلاجات الفضية (الإصدار الأصلي) - نسخة ممسوحة ضوئيًا كاملة
- هانز برينكر أو هانز برينكر، أو الزلاجات الفضية (الإصدار الأصلي) - نسخة ممسوحة ضوئيًا كاملة الزلاجات الفضية (نسخة لندن 1896) - نسخة ممسوحة ضوئيًا كاملة
- هانز برينكر أو هانز برينكر، أو الزلاجات الفضية (الإصدار الأصلي) - نسخة ممسوحة ضوئيًا كاملة الزلاجات الفضية (نسخة 1910 غروسيت ودانلاب) - نسخة ممسوحة ضوئيًا كاملة
- هانز برينكر، أو هانز برينكر، أو الزلاجات الفضية (الإصدار الأصلي) - نسخة ممسوحة ضوئيًا كاملة الزلاجات الفضية (إصدار مع مقدمة Mapes '1873) - نص إلكتروني من كشروع غوتنبرغ
- Hans Brinker or The Silver Skates public domain audiobook at LibriVox
- هانز برينكر (2007) بقلم بروس كوفيل - رواية مصورة من 40 صفحة لهانز برينكر للقراء الصغار
- يتحدث هولندي الأسماء والكلمات الهولندية في الكتاب، ويعلق على العديد من الأخطاء